# Glaucina obscura
Glaucina obscura är en fjärilsart som beskrevs av Grossbeck 1912. Glaucina obscura ingår i släktet Glaucina och familjen mätare. Inga underarter finns listade i Catalogue of Life.